# Red de Excelencia Nacional de Investigación en Ciberseguridad
La Red de Excelencia Nacional de Investigación en Ciberseguridad (RENIC), es una asociación sectorial nacional que engloba agentes del ecosistema investigador en ciberseguridad (principalmente Universidades, centros de investigación y centros tecnológicos). Tiene como fin principal fomentar la investigación científica, el desarrollo tecnológico, la innovación, la transferencia de conocimiento y tecnología a la industria y el desarrollo de proyectos de I+D+i en el sector de la ciberseguridad en España.

## Miembros

### Junta directiva (2018)
- Presidente: Universidad de Málaga
- Vicepresidente: CSIC
- Tesorero: Universidad Politécnica de Madrid
- Secretario: Universidad de Granada
- Vocales: Tecnalia, Universidad de La Laguna y Universidad de Modragón.

### Junta directiva (2016)
- Presidente: Universidad Carlos III de Madrid.
- Vicepresidente: Universidad Politécnica de Madrid.
- Tesorero: Universidad de Granada.
- Secretario: Universidad de León.
- Vocales: Gradiant, Tecnalia, Universidad de Málaga.

### Socios fundadores (2016)
- Centro Andaluz de Innovación y Tecnologías de la Información y las Comunicaciones (CITIC).
- Consejo Superior de Investigaciones Científicas (CSIC).
- Centro Tecnolóxico de Telecomunicaciones de Galicia (Gradiant).[4]
- Instituto Imdea Software.
- Instituto Nacional de Ciberseguridad (INCIBE).[5] (2016)
- Mondragón Unibertsitatea.
- Tecnalia.[6]
- Universidad Carlos III de Madrid.[7]
- Universidad de Castilla-La Mancha.
- Universidad de Granada.[8]
- Universidad de la Laguna.
- Universidad de León.
- Universidad de Málaga.
- Universidad de Murcia.
- Universidad de Vigo.
- Universidad Internacional de la Rioja.
- Universidad Politécnica de Madrid.
- Universidad Rey Juan Carlos.[9]

### Socios
- Consejo Superior de Investigaciones Científicas (CSIC).
- Centro Tecnolóxico de Telecomunicaciones de Galicia (Gradiant).[4]
- Instituto Imdea Software.
- Instituto Nacional de Ciberseguridad (INCIBE).[5]
- Mondragón Unibertsitatea.
- Tecnalia.[6]
- Universidad Carlos III de Madrid.[7]
- Universidad de Castilla-La Mancha.
- Universidad de Granada.[8]
- Universidad de la Laguna.
- Universidad de León.
- Universidad de Málaga.
- Universidad de Murcia.
- Universidad de Vigo.
- Universidad Politécnica de Madrid.
- Universidad Rey Juan Carlos.[9]
- Universidad Abierta de Cataluña.[10]
- IKERLAN.[11]

### Socios de Honor
- Centro para el Desarrollo Tecnológico Industrial (CDTI)[12] (2017)
- Instituto Nacional de Ciberseguridad (INCIBE).[5] (2016)

## Iniciativas y Participaciones
- RENIC es miembro de ECSO, siendo además vocal de su junta directiva.[13]
- RENIC firma un convenio de colaboración con la AEI Ciberseguridad.[14]
- RENIC es patrocinador diamante en las Jornadas Nacionales de Investigación en Ciberseguridad (JNIC) edición 2017, organizado por la Universidad Rey Juan Carlos.[15][16]
- RENIC publica la versión en línea del Catálogo y mapa de conocimiento de la I+D+i en ciberseguridad[17]